# Michael Kaeshammer

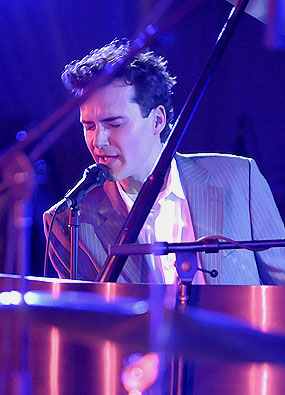
Michael Kaeshammer (2008)

Michael Kaeshammer (* 7. Januar 1977 in Offenburg) ist ein kanadischer Pianist und Sänger.
Er entwickelte seinen eigenen Stil beeinflusst von Pop, Jazz, Blues, Boogie-Woogie und klassischer Musik.
Geboren wurde der Musiker in Offenburg und trat in Clubs, Theatern und bei großen Festivals in ganz Europa auf, bevor er als Teenager mit seinen Eltern nach Vancouver Island, British Columbia in Kanada auswanderte.
Er hat mehrere blues- und jazzorientierte Platten vorgelegt, auf denen er sowohl Standards aus Jazz, Boogie-Woogie und Blues als auch eigene Kompositionen und Songs interpretiert. Auf seinen Alben spielt er Klavier, Wurlitzer-Piano, Rhodes und E-Piano.
Sein erstes Studioalbum Blue Keys wurde 1996 veröffentlicht und brachte ihm große Aufmerksamkeit in Kanada sowie Auftritte auf internationalen Bühnen. Er spielte bereits mit Ray Charles, Randy Bachman, Michael Bublé, Anne Murray, The Blind Boys of Alabama, Taj Mahal, Dave Bartholomew, Eddie Bo, Art Neville, Cyril Neville, Colin James und New Orleans Blues Queen Marva Wright.
Im Jahr 2010 wirkte er bei der Eröffnung der Paralympischen Winterspiele in Vancouver mit.
Der amerikanische TV-Sender PBS widmete ihm 2020 sein eigenes TV-Special Boogie On The Blues Highway. Seit 2023 ist Kaeshammer Gastgeber der populären kanadischen Kochshow Kaeshammer’s Kitchen.
Michael Kaeshammer ist einer der wenigen kanadischen Künstler, die jährlich in China auf große Tour gehen.
Sein Album Turn It Up erschien im März 2024 beim Musiklabel Seven.One Starwatch und Sony Music.
Insgesamt wurde Kaeshammer sieben Mal für den kanadischen Juno Award nominiert und gewann vier Mal den Western Canadian Music Award, unter anderem als „Performer of the Year“ und „Entertainer of the Year“.

## Diskographie
- 1996: Blue Keys
- 1998: Tell You How I Feel
- 2000: No Strings Attached
- 2003: Strut
- 2007: Days Like These
- 2009: Lovelight[1]
- 2011: Kaeshammer[2]
- 2012: KaeshammerLIVE! incl. DVD
- 2013: With You In Mind
- 2015: The Pianist
- 2016: No Filter
- 2018: Something New
- 2020: Live In Concert
- 2022: The Warehouse Sessions
- 2024: Turn It Up

## Notizen
1. ↑  DNB 1041609981
2. ↑  DNB 1041610289

| Personendaten    | Personendaten                                                   |
| ---------------- | --------------------------------------------------------------- |
| NAME             | Kaeshammer, Michael                                             |
| KURZBESCHREIBUNG | deutsch-kanadischer Jazzmusiker (Pianist, Sänger und Arrangeur) |
| GEBURTSDATUM     | 7. Januar 1977                                                  |
| GEBURTSORT       | Offenburg                                                       |